# Referendum über den Status Puerto Ricos 2012
Am 6. November 2012 fand in Puerto Rico ein Referendum über den politischen Status des Gebietes statt. Die Abstimmung fand zeitgleich mit der US-Präsidentenwahl, der Wahl zum Repräsentantenhaus und Gouverneurswahlen in elf US-Bundesstaaten statt. Ähnliche Referenden wurden bereits mehrfach abgehalten. In den vorherigen drei Referenden sprachen sich die Abstimmenden für den Status quo aus, der besagt, dass die Insel ein nicht inkorporiertes Gebiet der Vereinigten Staaten von Amerika ist, somit weder einen eigenen US-Bundesstaat darstellt noch einem der 50 US-Bundesstaaten angehört.
Beim Referendum 2012 stimmten 53,99 % Wähler für eine Änderung des Status. 61,15 % der Wähler sprachen sich im Falle einer Statusänderung für einen Bundesstaat aus. Allerdings füllten rund eine halbe Million Wähler die Fragen zum Referendum nicht aus.
Am 11. Dezember 2012 richtete die Regierung Puerto Ricos im Namen der Wähler eine Petition an die Regierung in Washington, mit dem Ziel, dass die Insel ein eigener US-Bundesstaat wird.
Für den Fall, dass der US-Kongress das nicht bindende Ergebnis des Referendums nicht zum Anlass nimmt, Puerto Rico zum 51. Bundesstaat zu machen, reichte der (nicht stimmberechtigte) Delegierte Puerto Ricos im US-Repräsentantenhaus, Pedro Pierluisi, am 15. Mai 2013 eine Resolution im Repräsentantenhaus ein. Der Puerto Rico Status Resolution Act sieht vor, eine Volksbefragung mit für die zuständigen US-Institutionen bindender Wirkung (anders als das nicht bindende Referendum 2012) in Puerto Rico durchzuführen. Bei dieser Befragung soll es einzig und unmissverständlich um die Frage gehen, ob Puerto Rico ein Bundesstaat werden soll. Die Aussichten, dass der US-Kongress Puerto Rico als unmittelbare Folge des Referendums von 2012 zum 51. Bundesstaat macht, bleiben von dieser parallelen Initiative unberührt.
Ein neues Referendum wurde am 11. Juni 2017 durchgeführt. Bei der nicht bindenden Volksbefragung sprachen sich rund 97 Prozent dafür aus, dass das US-Außenterritorium, das auch die Spanischen Jungferninseln umfasst, ein vollwertiger US-Bundesstaat wird. Wegen eines Boykottaufrufs der Opposition lag die Wahlbeteiligung allerdings lediglich bei etwa 23 Prozent der insgesamt 2,3 Millionen Wahlberechtigten.

## Hintergrund
Ähnliche Referenden fanden bereits mehrfach statt, so 1967, 1993 und 1998. In den vorherigen drei Referenden sprachen sich die Bürger Puerto Ricos (mit 60,4 %, 48,6 % und 50,5 %) für den Status quo aus.
Im Juni 2011 forderte das Special Committee on Decolonization der Vereinten Nationen die Vereinigten Staaten dazu auf, den Prozess über die Selbstbestimmung über den politischen Status Puerto Ricos voranzutreiben.
Puerto Rico ist, anders als andere Gebiete der Vereinigten Staaten wie Guam, Amerikanisch-Samoa oder die Amerikanischen Jungferninseln, nicht auf der Liste der nicht-selbständig-verwaltenden Gebiete der Vereinten Nationen. Trotzdem ist es kein Staat und die Bürger haben nicht das Recht auf eine volle Repräsentation im US-Kongress. Alle auf der Insel geborenen Personen besitzen automatisch die Staatsbürgerschaft der USA. Dennoch sind sie bei der US-Präsidentenwahl nicht stimmberechtigt, sollten sie zum Zeitpunkt der Wahl in Puerto Rico wohnen.
Am 28. Dezember 2011 autorisierte Gouverneur Luis Fortuño das für den 6. November 2012 geplante Referendum.

## Fragen des Referendums
Das Referendum selbst bestand aus zwei unabhängigen Fragen. So wurden die Wähler gefragt, ob sie den Status quo andauern lassen möchten, in der zweiten Frage wurde die Präferenz der Bürger über einen künftigen alternativen Status abgefragt. Dabei hatten die Wähler drei Antwortmöglichkeiten: sie können dafür stimmen, dass die Insel ein US-Bundesstaat werden soll, dass eine vollständige Unabhängigkeit oder dass eine freie Assoziierung mit den Vereinigten Staaten angestrebt werden soll.

## Wahlausgang
| Wahlmöglichkeit | Abgegebene Stimmen | %     |
| --- | ------------------ | ----- |
| Frage: Sind Sie damit einverstanden, den bisherigen politischen Status beizubehalten? (¿De acuerdo con mantener la condición política territorial actual?) |                    |       |
| Ja | 796.007            | 46,01 |
| Nein | 934.238            | 53,99 |
| Gültige Stimmen | 1.730.245          | 95,75 |
| Leere Stimmen | 64.123             | 3,55  |
| Ungültige Stimmen | 12.720             | 0,70  |
| Gesamt | 1.807.088          | 100   |

| Wahlmöglichkeit                  | Abgegebene Stimmen | %     |
| -------------------------------- | ------------------ | ----- |
| Bundesstaat (Estadidad)          | 802.179            | 61,15 |
| Unabhängigkeit (Independencia)   | 72.551             | 5,53  |
| Freie Assoziation (ELA Soberano) | 436.997            | 33,31 |
| Leere Stimmen                    | 468.478            | —     |
| Ungültige Stimmen                | 17.602             | —     |
| Gesamt                           | 1.797.807          | 100   |